# Los Limares
Los Limares är en ort i Mexiko.   Den ligger i kommunen Ocosingo och delstaten Chiapas, i den sydöstra delen av landet, 800 km öster om huvudstaden Mexico City. Los Limares ligger 1 445 meter över havet och antalet invånare är 151.
Terrängen runt Los Limares är kuperad. Runt Los Limares är det ganska tätbefolkat, med 75 invånare per kvadratkilometer. Närmaste större samhälle är Ocosingo, 13,1 km nordost om Los Limares. I omgivningarna runt Los Limares växer i huvudsak städsegrön lövskog.